# Bérégadougou (département)
Cet article concerne le département et la commune rurale. Pour le village chef-lieu, voir Bérégadougou.
Bérégadougou est un département et une commune rurale de la province de la Comoé, situé dans la région des Cascades au Burkina Faso.

## Démographie
- 11 755 habitants estimés en 2003[2].
- 11 883 habitants recensés en 2006[1].

## Villages
Le département et la commune rurale de Bérégadougou est administrativement composé de cinq villages, dont le village chef-lieu homonyme (données de population actualisées en 2012 issues du recensement général de la population de 2006) :
- Bérégadougou (5 404 habitants), chef-lieu
- Fabédougou (4 681 habitants)
- Malon (167 habitants)
- Séréfédougou (779 habitants)
- Takalédougou-Koko (852 habitants)